# Bořivoj II van Bohemen
Bořivoj II van Bohemen (circa 1064 - 2 februari 1124) was tweemaal hertog van Bohemen.

## Levensloop
Hij was de zoon van hertog Vratislav II van Bohemen en Swatawa van Polen. In 1100 volgde hij zijn oudere halfbroer Břetislav II op als hertog van Bohemen.
Als hertog van Bohemen werd Bořivoj bestreden door zijn neef Oldřich, de hertog van Brno. Er brak hierop een burgeroorlog uit, die door Bořivoj gewonnen werd. Hierdoor moest Oldřich naar Moravië vluchten.
In 1102 overleed hertog Wladislaus I Herman van Polen, waarna een conflict uitbrak tussen zijn zonen Zbigniew en Bolesław III. Bij deze oorlog kozen Bořivoj en zijn neef Svatopluk de zijde van Zbigniew. Bolesław kocht echter Bořivoj om, zodat hij zich terugtrok uit het conflict. Hierdoor steunde Svatopluk Bořivoj niet meer als hertog van Bohemen, een daad die door een groot deel van de Boheemse adel gevolgd werd. Ook probeerde Svatopluk koning Koloman van Hongarije te overtuigen om een oorlog tegen Bořivoj te beginnen, wat tot in 1107 echter niet lukte. In dat jaar rebelleerde zijn broer Wladislaus tegen hem, waarna Wladislaus met de steun van Koloman Praag veroverde. Svatopluk, die Bořivoj kort had gevangengenomen, maar onder druk van keizer Hendrik V van het Heilig Roomse Rijk terug had moeten vrijlaten, werd verkozen tot de nieuwe hertog van Bohemen.
In 1108 viel Bořivoj met de hulp van Bolesław III van Polen en Koloman van Hongarije de troepen van keizer Hendrik V en Svatopluk, die Hongarije waren binnengevallen, aan. Het mislukte echter en Bořivoj en zijn aanhangers werden verslagen. Ook slaagde keizer Hendrik er samen met Svatopluk in om Polen binnen te vallen. Bij de campagne werd Svatopluk door aanhangers van Bořivoj vermoord. Hij slaagde er echter niet in om tot hertog van Bohemen verkozen te worden en de troon ging naar zijn broer Wladislaus I. 
In 1117 verzoenden Wladislaus en Bořivoj zich met elkaar, waarna Bořivoj opnieuw hertog van Bohemen werd. In 1120 kwam het echter opnieuw tot een conflict tussen de broers en Bořivoj besloot in ballingschap naar Hongarije te gaan. Het was daar dat Bořivoj in 1124 stierf.

## Voorouders
| Voorouders van Bořivoj II van Bohemen | Voorouders van Bořivoj II van Bohemen                                    | Voorouders van Bořivoj II van Bohemen                                    | Voorouders van Bořivoj II van Bohemen                                         | Voorouders van Bořivoj II van Bohemen                                |
| ------------------------------------- | ------------------------------------------------------------------------ | ------------------------------------------------------------------------ | ----------------------------------------------------------------------------- | -------------------------------------------------------------------- |
| Overgrootouders                       | Oldřich van Bohemen (970-1034) ∞ Božena (-)                              | Hendrik van Schweinfurt (950-1017) ∞ Gerberga van Gleiberg (970-1036)    | Mieszko II Lambert van Polen (990-1034) ∞ Richeza van Lotharingen (1000-1063) | Vladimir van Kiev (956–1015) ∞ ? (-)                                 |
| Grootouders                           | Břetislav I van Bohemen (1002-1055) ∞ Judith van Schweinfurt (1003-1058) | Břetislav I van Bohemen (1002-1055) ∞ Judith van Schweinfurt (1003-1058) | Casimir I van Polen (1014-1060) ∞ Dobrognewa van Kiev (1012-1087)             | Casimir I van Polen (1014-1060) ∞ Dobrognewa van Kiev (1012-1087)    |
| Ouders                                | Vratislav II van Bohemen (1035-1092) ∞ Swatawa van Polen (1048-1126)     | Vratislav II van Bohemen (1035-1092) ∞ Swatawa van Polen (1048-1126)     | Vratislav II van Bohemen (1035-1092) ∞ Swatawa van Polen (1048-1126)          | Vratislav II van Bohemen (1035-1092) ∞ Swatawa van Polen (1048-1126) |
| Bořivoj II van Bohemen (1064-1124)    |                                                                          |                                                                          |                                                                               |                                                                      |